# Erwin Spindler

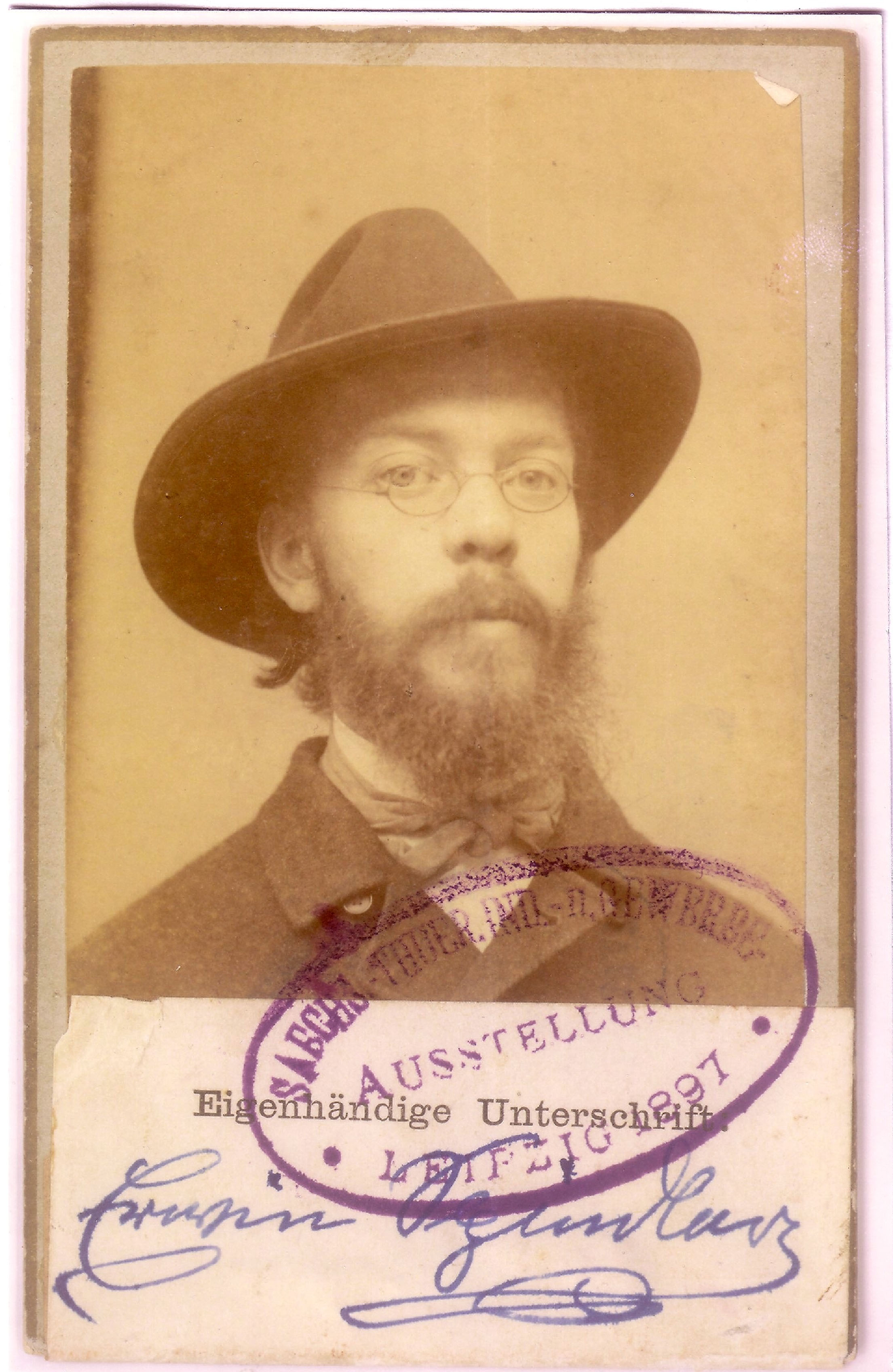
Erwin Spindler (1897)

Erwin Spindler (* 27. März 1860 in Dresden; † 1. Januar 1926 in Leipzig) war ein deutscher Künstler, ein spätromantisch-realistischer Landschaftsmaler.

## Leben
Spindler war das elfte Kind des Musikpädagogen und Komponisten Fritz Spindler und dessen Ehefrau Emmeline. Er ertaubte im Alter von fünf Jahren infolge von Scharlach. Von 1875 bis 1880 studierte er an der Königlich-Sächsischen Akademie der Bildenden Künste zu Dresden, zuletzt in der Meisterklasse für Landschaftsmalerei von Paul Mohn und Friedrich Preller dem Jüngeren. Für sein Gemälde „Aus dem Ostragehege“ erhielt er ein Ehrenzeugnis.
Zwei Jahre später studierte er erneut Landschaftsmalerei in München bei den Professoren August Fink und Joseph Wenglein. Danach lebte er als freischaffender Maler in München. Mit Künstlerfreunden unternahm er Wanderungen durch das Berchtesgadener Land und war mehrfach in der Schweiz, in Österreich und Oberitalien unterwegs.
1889 heiratete er die – ebenfalls gehörlose – Elisabeth Crome. 1891 zog die junge Familie nach Leipzig. Das Paar hatte insgesamt fünf Kinder. Spindler war immer bei der Notenstecherei- und Kunstanstalt C.G. Roeder angestellt. Er engagierte sich außerdem aktiv für die Gehörlosengemeinschaft: Er gründete den Sportklub „Lipsia“, wirkte beim Gehörlosen-Theater mit, leitete die „Malschule Spindler“, war Vorstandsmitglied im Sächsischen Taubstummenbund und gegen Ende seines Lebens auch Vorsitzender des Leipziger Taubstummenvereins. Seiner Malerei ist er mit unermüdlichem Fleiß immer treu geblieben. Er starb am Neujahrstag 1926 an einer Darmerkrankung.

## Künstlerisches Werk

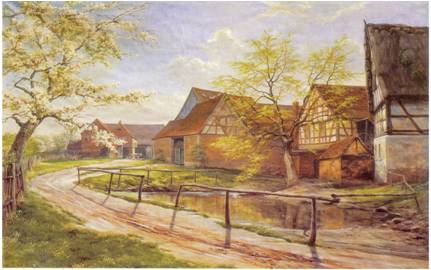
Nautschütz (Der Frühling).
Um 1916, Öl, 140 × 180 cm

Erwin Spindler hinterließ ein überschaubares künstlerisches Werk, das 1998 in einem vorläufigen Werkverzeichnis veröffentlicht wurde. Nachweisbar sind ungefähr 400 Zeichnungen, Aquarelle und Ölgemälde sowie mehr als 500 Ansichtskarten, die zwischen 1899 und 1906 nach seinen detaillierten Aquarellvorlagen entstanden (letztere sind seit dem Zweiten Weltkrieg verschollen). Die meisten Karten sind signiert.

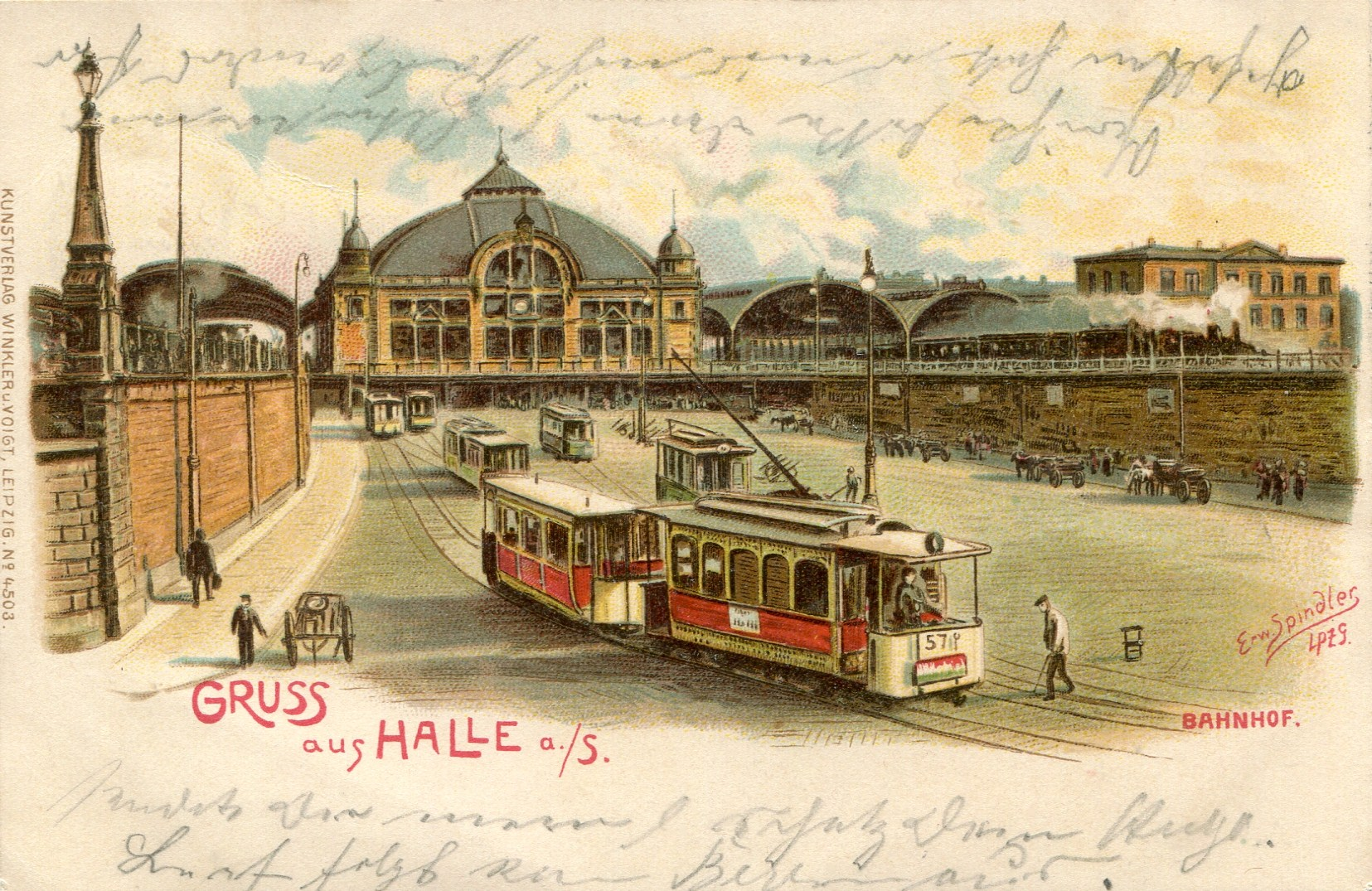
Bahnhof in Halle/Saale
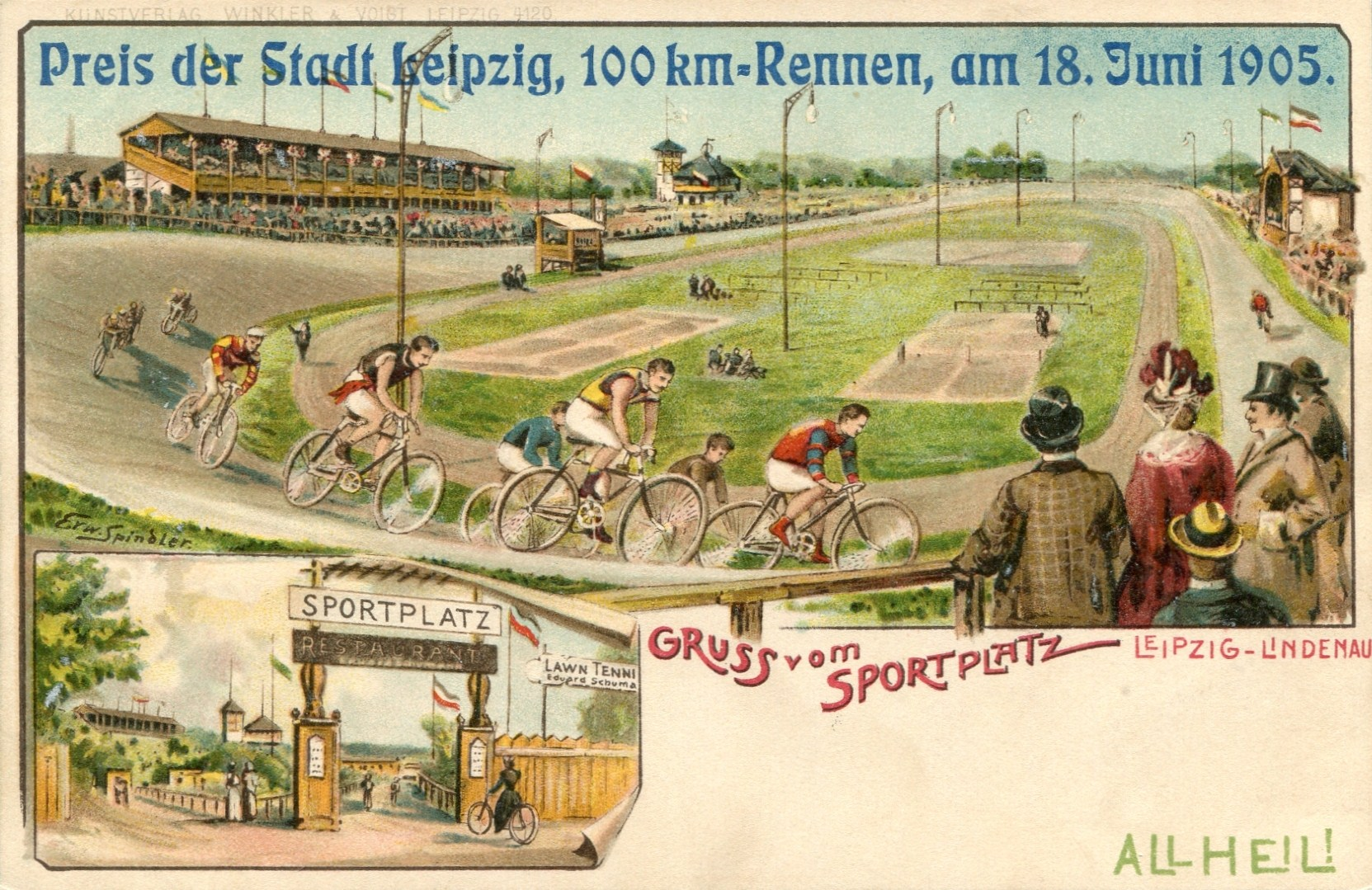
Leipzig
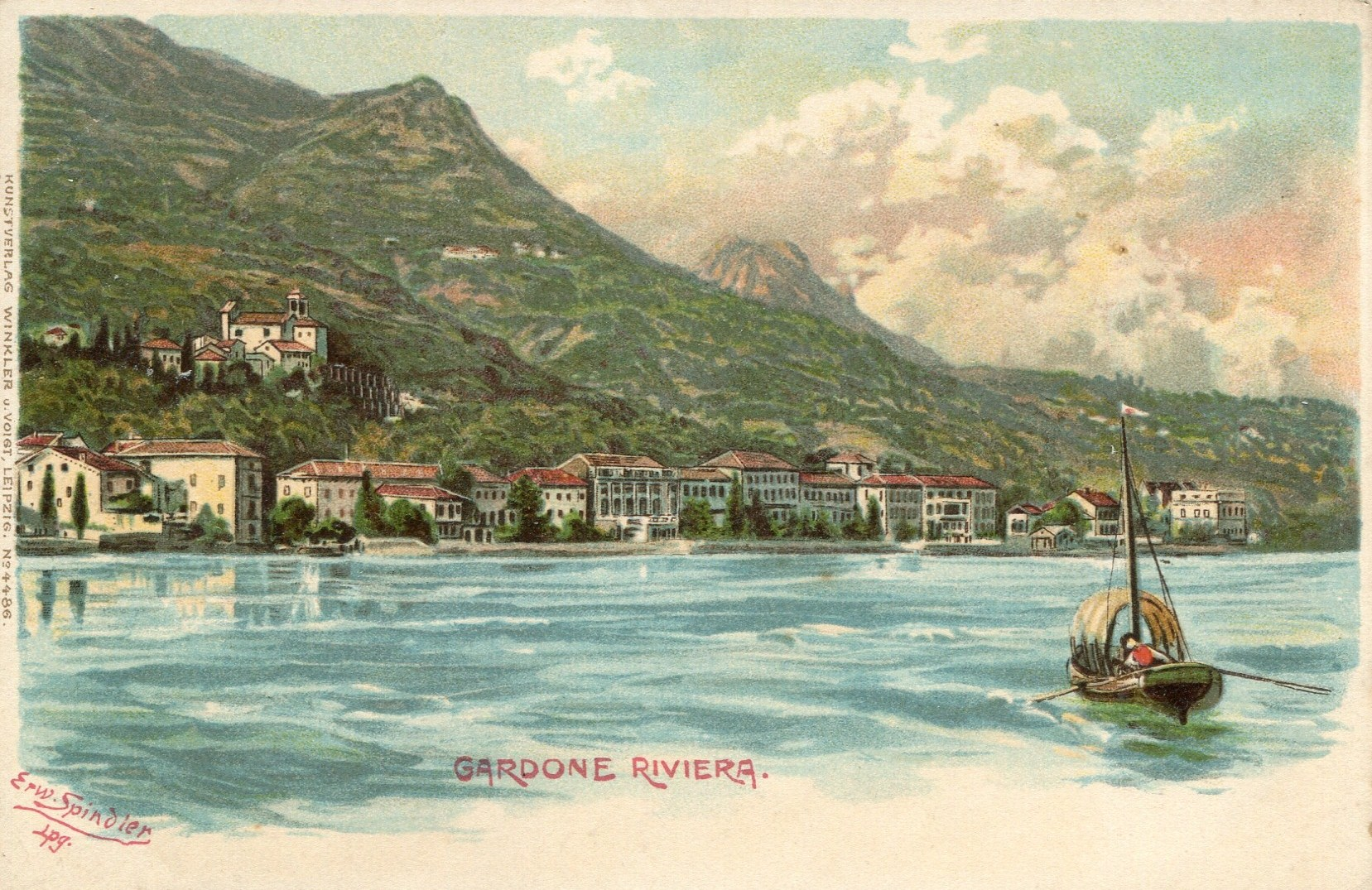
Gardone Riviera (Italien)
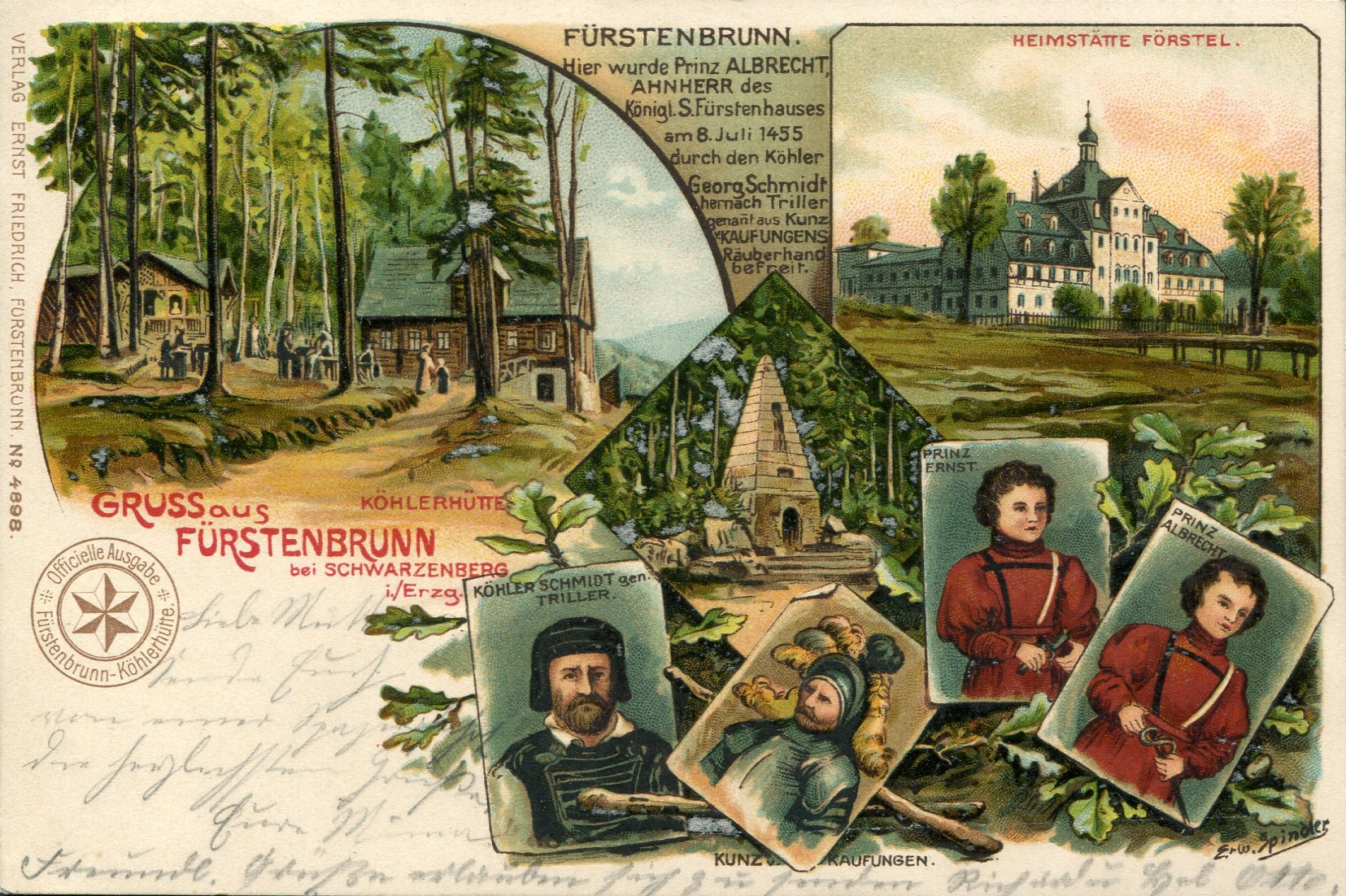
Fürstenbrunn

### Besitzer seiner Werke
Verschiedene Nachfahren Erwin Spindlers; Samuel-Heinicke-Schule Leipzig; Museum der bildenden Künste Leipzig; Kreismuseum Bitterfeld; Städtisches Museum Zeulenroda; Sächsisches Taubstummenheim Zwickau „Hermann-Gocht-Haus“; Archiv des Schweizerischen Verbandes für das Gehörlosenwesen (SVG Zentralarchiv), Riehen; weitere Privatpersonen

### Werke (Auswahl)

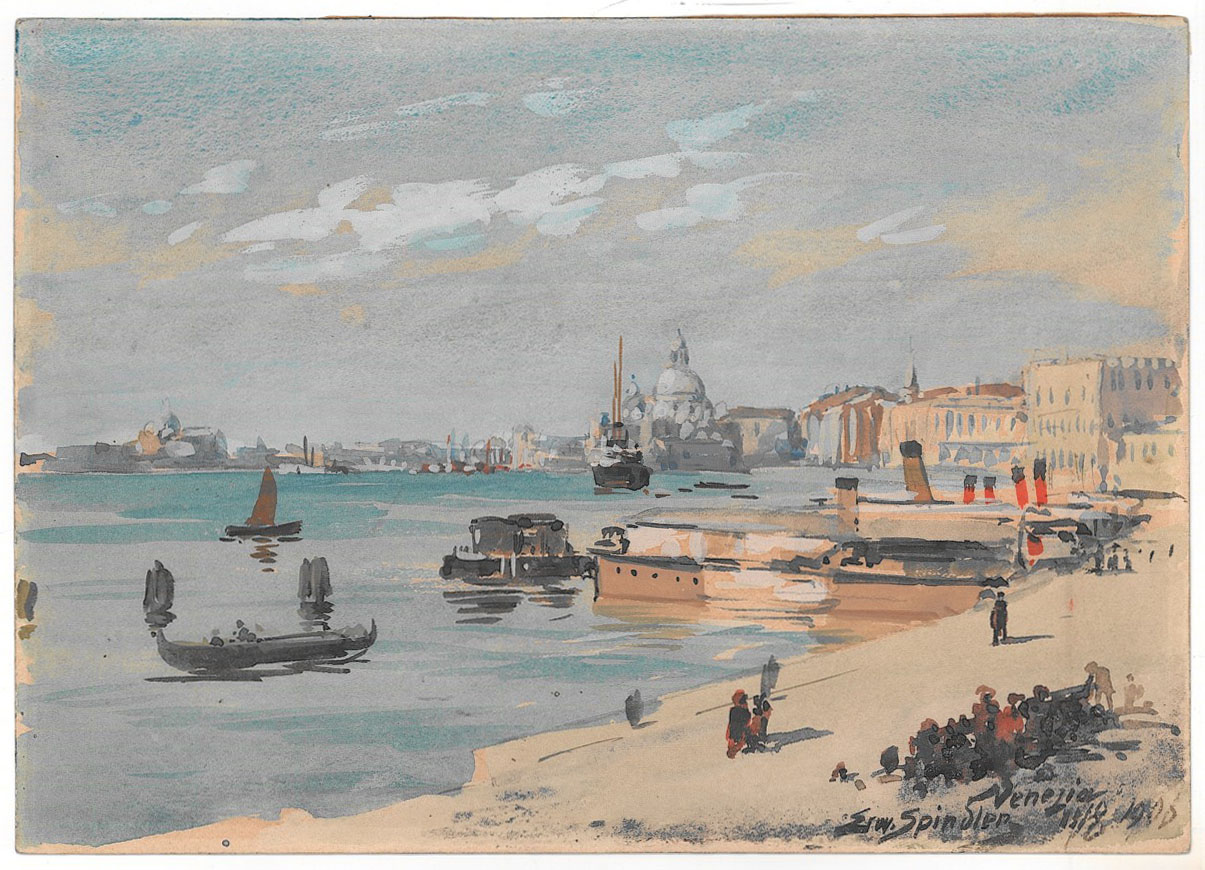
Venedig,
11. August 1906, Aquarell, 17,7 × 24,9 cm

- Bleistiftzeichnungen des 16/17-Jährigen nach Gipsfiguren der Kunstakademie: Medusenhaupt; Porträtbüste eines Römers; Julius Cäsar; Kopf eines bärtigen Mannes im Profil; Rückenakt eines Jünglings mit Stab; Weibliche Halbfigur u. a.
- Landschaftszeichnungen: Baumgruppen bei Allach; Bäume im Dachauer Moos; Fünf junge Fichten, teilweise an Felsen gelehnt; Lichtung, im Vordergrund Haselsträucher; Grasdorf bei Leipzig u. a.
- Aquarelle: Kirche zu Dippoldiswalde; Wehrkirche zu Beucha; Straße in Niemegk; Venedig; Segelschiffe vor Venedig; Riola in den Apenninen; Marmorbrüche von Carrara; Abendstimmung in Pavia; Notre Dame in Paris; zwölf Monatsbilder u. a.
- Ölgemälde: Seestück mit Booten vor Helgoland; Sonnige Landschaft mit hohen Blütenpflanzen am Weg; Karwendelgebirge; Seestück bei Borkum; Küstenlandschaft mit Grapalloturm bei Nervi; Nautschütz (Frühling); Greifenhain (Sommer); Störmthal (Herbst); Körlitz (Winter); Hamburger Hafen (Der Morgen); Blick auf Waldheim (Der Abend) u. a.

### Schriften
- Erwin Spindler: Die Ferienreise nach Thüringen. Handschrift 1877, 26 S. Privatbesitz
- C.R.C. Köhler / Spindler (Hrsg.): Anleitung zur Landschafts-Malerei mit Aquarellfarben. E. Haberland, Leipzig 1911 (Einleitung und „Besonderer Teil“ von Erwin Spindler)

## Ausstellungen
- 1999: Erwin Spindler (1860–1926) – Zeichnungen, Aquarelle, Gemälde. Galerie im Hörsaalgebäude, Universität Leipzig.
- 2010: 300 Ansichtskarten Erwin Spindlers – zum 150. Geburtstag des Künstlers. Sächsische Landesschule für Hörgeschädigte Leipzig, Förderzentrum Samuel Heinicke.